# Australian Open 1995
L'Australian Open 1995 è stata la 83ª edizione dell'Australian Open e prima prova stagionale dello Slam per il 1995. Si è disputato dal 16 al 29 gennaio 1995 sui campi in cemento del Melbourne Park di Melbourne in Australia.

## Risultati

### Singolare maschile
Andre Agassi ha battuto in finale  Pete Sampras con il punteggio di 4–6, 6–1, 7–6(6), 6–4

### Singolare femminile
Mary Pierce ha battuto in finale  Arantxa Sánchez Vicario con il punteggio di 6–3, 6–2

### Doppio maschile
Jared Palmer /  Richey Reneberg hanno battuto in finale  Mark Knowles /  Daniel Nestor con il punteggio di 6–3, 3–6, 6–3, 6–2

### Doppio femminile
Jana Novotná /  Arantxa Sánchez Vicario hanno battuto in finale  Gigi Fernández /  Nataša Zvereva con il punteggio di 6–3, 6(3)–7, 6–4

### Doppio misto
Nataša Zvereva /  Rick Leach hanno battuto in finale  Gigi Fernández /  Cyril Suk con il punteggio di 7–6(4), 6(3)–7, 6–4

## Junior

### Singolare ragazzi
Nicolas Kiefer ha battuto in finale  Lee Jong-min con il punteggio di 6–4, 6–4

### Singolare ragazze
Siobhan Drake-Brockman ha battuto in finale  Annabel Ellwood con il punteggio di 6–3, 4–6, 7–5

### Doppio ragazzi
Luke Bourgeios /  Lee Jong-min hanno battuto in finale  Nicolas Kiefer /  Ulrich Jasper Seetzen con il punteggio di 6–2, 6–1

### Doppio ragazze
Corina Morariu /  Ludmila Varmužová hanno battuto in finale  Saori Obata /  Nami Urabe con il punteggio di 6–1, 6–2